# Alberto Escobar
Manuel Alberto Escobar Sambrano (Lima, Perú, 1929 - Framingham, 2000) fue un poeta, crítico literario, filólogo, lingüista y docente peruano.

## Datos biográficos
Nació en Lima, Perú, del matrimonio de Manuel Escobar Monterrey y de Mercedes Maura Sambrano McPherson, el 23 de octubre de 1929; falleció en la ciudad de Framingham, estado de Massachusetts, EE. UU., donde radicaba desde 1990.

### Estudios
Realizó su formación de secundaria en el colegio italiano-peruano Antonio Raimondi, de Lima. Continuó su preparación preprofesional en la Universidad de San Marcos, en la Facultad de Letras. Siguió una especialización de filología románica en la Universidad de Florencia. La formación filológica prosigue en la Universidad de Madrid y concluye en la de Universidad de Múnich, donde llegó a doctorarse en 1958.

### Trabajo múltiple
Inicia la carrera de docente en 1958, en la Universidad de San Marcos, en letras, profesando en las cátedras de Introducción a la Filología Románica, Interpretación de Textos Literarios, Teoría y Análisis Lingüísticos. Es el fundador deL CILA, impulsor de los estudios sobre lenguas diversas del Perú, y llegó a dirigir dicho centro. Ejerció el decanato de la Facultad de Letras y fue elegido virrector de San Marcos; pidió su cese en San Marcos y fue honrado como profesor emérito de ella. Fue miembro fundador del IEP (Instituto de Estudios Peruanos), de ALFAL (Asociación de Lingüística y Filología de América Latina) y PILEI (Programa Interamericano de Lingüística y Enseñanza de Idiomas) y profesor visitante de diversas universidades en Europa (Université de Grenoble III, University of Bergen, Noruega) y los Estados Unidos (Puerto Rico, Kansas, Nuevo México State University, University of Chicago).

## Producción diversa
Ha sido prologuista. Ha elaborado antologías de narraciones del Perú y de la poesía peruana.
- Coordinador de la preparación y edición de seis gramáticas y seis diccionarios de quechua en los años 1975 y 1976, recogiendo diferentes variantes de ese complejo idiomático.

1. Quechua de Cajamarca
2. Quechua de San Martín
3. Quechua de Áncash- Huailas
4. Quechua de Ayacucho- Chancas
5. Quechua de Junín
6. Quechua de Cusco- Collao

## Publicaciones
- Escobar, Alberto. 1958. Diario de viaje, poemario. Lima: Tipografía Santa Rosa S.A., al cuidado de José Bonilla Amado.
- Escobar, Alberto. 1958. Cuentos peruanos contemporáneos. Lima: Mejía Baca.PDF].
- Escobar, Alberto. 1960. La narración en el Perú. Lima: Mejía Baca.'
- Escobar, Alberto. 1964. Prólogo y Bibliografía complementaria a la versión en español de "Lenguaje" de Leonard Bloomfield. Lima: Universidad Nacional de San Marcos.
- Escobar, Alberto. 1965. Patio de Letras (Primera Edición). Lima: Caballos de Troya.
- Escobar, Alberto. 1970. La partida inconclusa. Santiago: Editorial Universitaria.
- Escobar, Alberto. 1972. Patio de Letras (Segunda Edición). Lima.
- Escobar, Alberto. 1972. Lenguaje y discriminación social en América Latina. Lima: Milla Batres.
- Escobar, Alberto(comp.). 1972. Cómo leer a Vallejo. Lima: Villanueva Editores.
- Escobar, Alberto(comp.). 1972. El reto del mutilingüismo en el Perú. Lima: Instituto de Estudios Peruanos. PDF
- Escobar, Alberto. 1973. Antología de la poesía peruana (2 volúmenes), Peisa, Biblioteca Peruana, Lima.
- Escobar, Alberto, José Matos Mar y Giogio Alberti. 1975. Perú: ¿país bilingüe?. Instituto de Estudios Peruanos. PDF
- Escobar, Alberto. 1978. Variaciones sociolingüísticas del castellano en el Perú. Lima: Instituto de Estudios Peruanos. PDF.
- Escobar, Alberto. 1984, Arguedas o la utopía de la lengua.Lima: Instituto de Estudios Peruanos.
- Escobar, Alberto. 1986. II Antología General de la Prosa en el Perú: Del siglo XVIII al XIX. Lima: Ediciones Edubanco.
- Escobar, Alberto. 1993. La serpiente de oro o el río de la vida. Lima: Universidad Nacional Mayor de San Marcos / Editorial Lumen.
- Escobar, Alberto. 1995. Patio de Letras 3 (Tercera Edición). Lima: Alpiste Baltazar. Extracto Archivado el 30 de junio de 2013 en Wayback Machine. en Cyberayllu]
- Escobar, Alberto. 1996. En pocas palabras. Lima: Instituto de Estudios Peruanos.
- Escobar, Alberto. 1997. Tradiciones Peruanas de Ricardo Palma. Antología. Lima: Biblioteca Nacional del Perú.
- Escobar, Alberto. 1999. Patio de Letras (Cuarta Edición). Lima: Universidad Nacional Mayor de San Marcos. Biblioteca Digital Andina: PDF
- Escobar, Alberto. 2000. Mural (Poesía completa). Lima: Universidad Nacional Mayor de San Marcos.

## Obra publicada en antologías
- Traducción en: Ricardo Silva Santisteban (antologador): Antología general de la traducción en el Perú, volumen VI. Lima, Universidad Ricardo Palma - Editorial Universitaria, 2016. ISBN 978-612-4234-62-0.